# Asmate ravouxi
Asmate ravouxi là một loài bướm đêm trong họ Geometridae.